# Patricia Bentancur
Patricia Bentancur (Montevideo, 1 de febrero de 1963) es artista visual uruguaya, curadora independiente e investigadora de arte latinoamericano.
Desde 1989 ha trabajado en la cooperación cultural para Iberoamérica a través de la AECID. Es miembro de la Asociación Internacional de Críticos de Arte AICA y de su filial uruguaya AUCA. Co-fundadora y miembro consultor de la Fundación de Arte Contemporáneo FAC. Fue directora del área de exposiciones y nuevos medios en el Centro Cultural de España en Montevideo desde el año 2000 al 2022.

## Biografía
Estudió arquitectura en la Universidad de la República y diseño de espacios para arte contemporáneo en la Escuela Superior de Arquitectura de Madrid. Realizó cursos en la Universidad Internacional Menéndez Pelayo y en la Universidad Complutense de Madrid. Estudió con Guillermo Fernández y en el Club de Grabado de Montevideo.
Como artista visual ha utilizado múltiples soportes como objetos, pintura, fotografía, video, textos y arte sonoro. Sus proyectos han sido expuestos en Museo de Arte Moderno de Bogotá, Colombia, Museo San Martín de Buenos Aires, Museo de Arte Moderno de Buenos Aires, Museo de Arte Contemporáneo de Chile, Museo Nacional de Artes Visuales, entre otros.
Ha participado en bienales y exposiciones internacionales, como Bienal y Coloquio de Arte Digital de La Habana, Bienal de Artes Electrónicas de Rosario, Argentina, Bienal de Belfort, Francia, Festival Internacional D’Arts Multimedia Urbains, Bienal Iberoamericana de México, Bienal de Video y Nuevos Medios de Chile, entre otras.
Ha sido curadora de numerosas exposiciones en museos, centros culturales y bienales en América Latina y Europa. En 2012 fue co-curadora junto con Alfons Hug de la 1.ª Bienal de Arte de Montevideo.
En 2015 y en 2019 fue curadora de los envíos uruguayos a Bienal de Venecia, y en 2009 participó en el rol de comisaria. En 2007 y 2016 asesoró los envíos nacionales para la Bienal de Arquitectura de Venecia.
Integra la Red de Conceptualismos del Sur, plataforma de investigación desde la cual dirigió una investigación sobre la obra de Clemente Padín, compilando el primer libro de análisis sobre el trabajo del artista. Ha realizado curadurías y escrito ensayos sobre artistas como Félix González-Torres, Regina Silveira, León Ferrari, Ana Mendieta, Cildo Meireles, Cao Guimarães, Vik Muniz y Liliana Porter, entre muchos otros.